# DKW Munga
DKW Munga — легкий повнопривідний позашляховик, серійно виготовлений компанією Auto Union GmbH в Інгольштадті з жовтня 1956 року по грудень 1968 року. З заводу вийшло 46 750 серійних автомобілів у трьох варіантах кузова; також було виготовлено велику кількість комплектів деталей. Інша література також говорить про 55 000 одиниць; але навіть враховуючи цифри виробництва бразильського типу "Candango", ці цифри є перебільшеними. Munga - це абревіатура від багатоцільового універсального позашляховика.

## Моделі

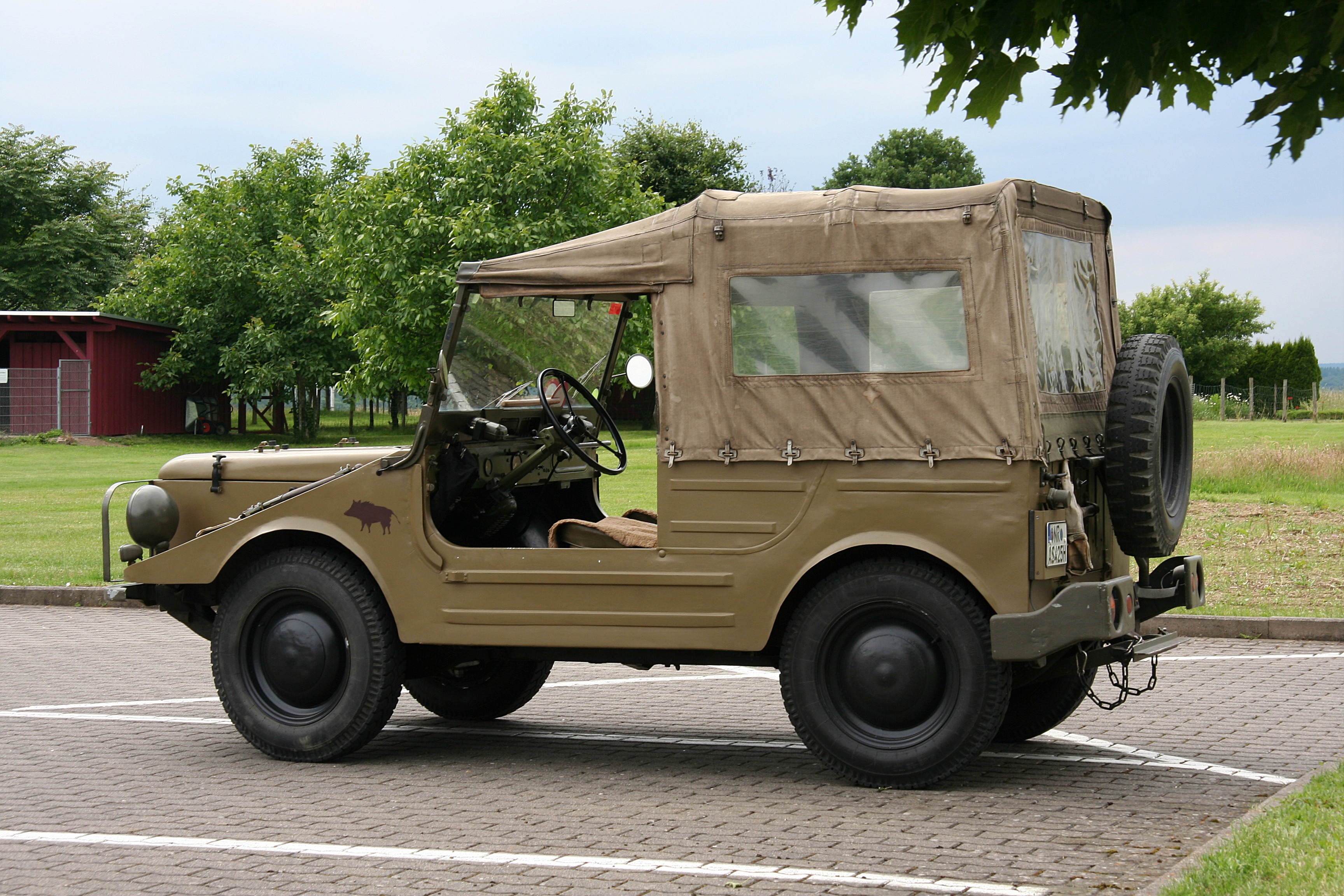

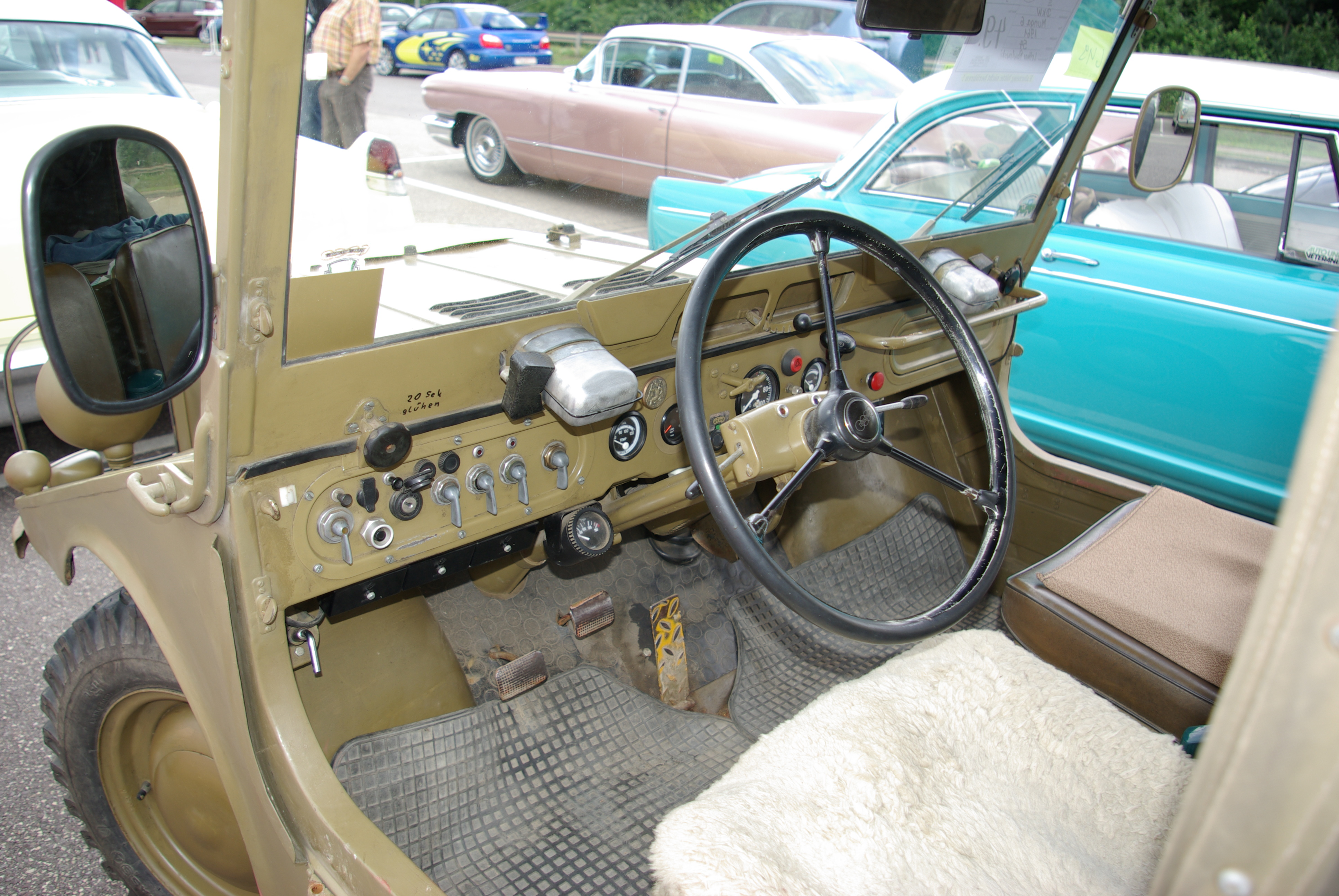

- 0,9 л F91/4 І3 40 к.с. 73,6 Нм (10/1956-12/1968)
- 1,0 л F91/4 І3 44 к.с. 78,5 Нм (10/1956-12/1968)
- 0,9 л F91/6 І3 40 к.с. 73,6 Нм (08/1958-12/1968)
- 1,0 л F91/6 І3 44 к.с. 78,5 Нм (08/1958-12/1968)
- 1,0 л F91/8 І3 44 к.с. 78,5 Нм (09/1962-11/1968)

## Показники виробництва
Загальний обсяг виробництва 46 750 автомобілів з 1956 по 1968 рік.
| рік | 1956 | 1957  | 1958  | 1959  | 1960  | 1961  | 1962  | 1963  | 1964  | 1965  | 1966  | 1967  | 1968  |
| --- | ---- | ----- | ----- | ----- | ----- | ----- | ----- | ----- | ----- | ----- | ----- | ----- | ----- |
|     | 249  | 6.083 | 2.328 | 5.805 | 5.304 | 4.743 | 3.868 | 3.721 | 3.435 | 3.265 | 3.358 | 2.274 | 2.317 |